# Banda Ku

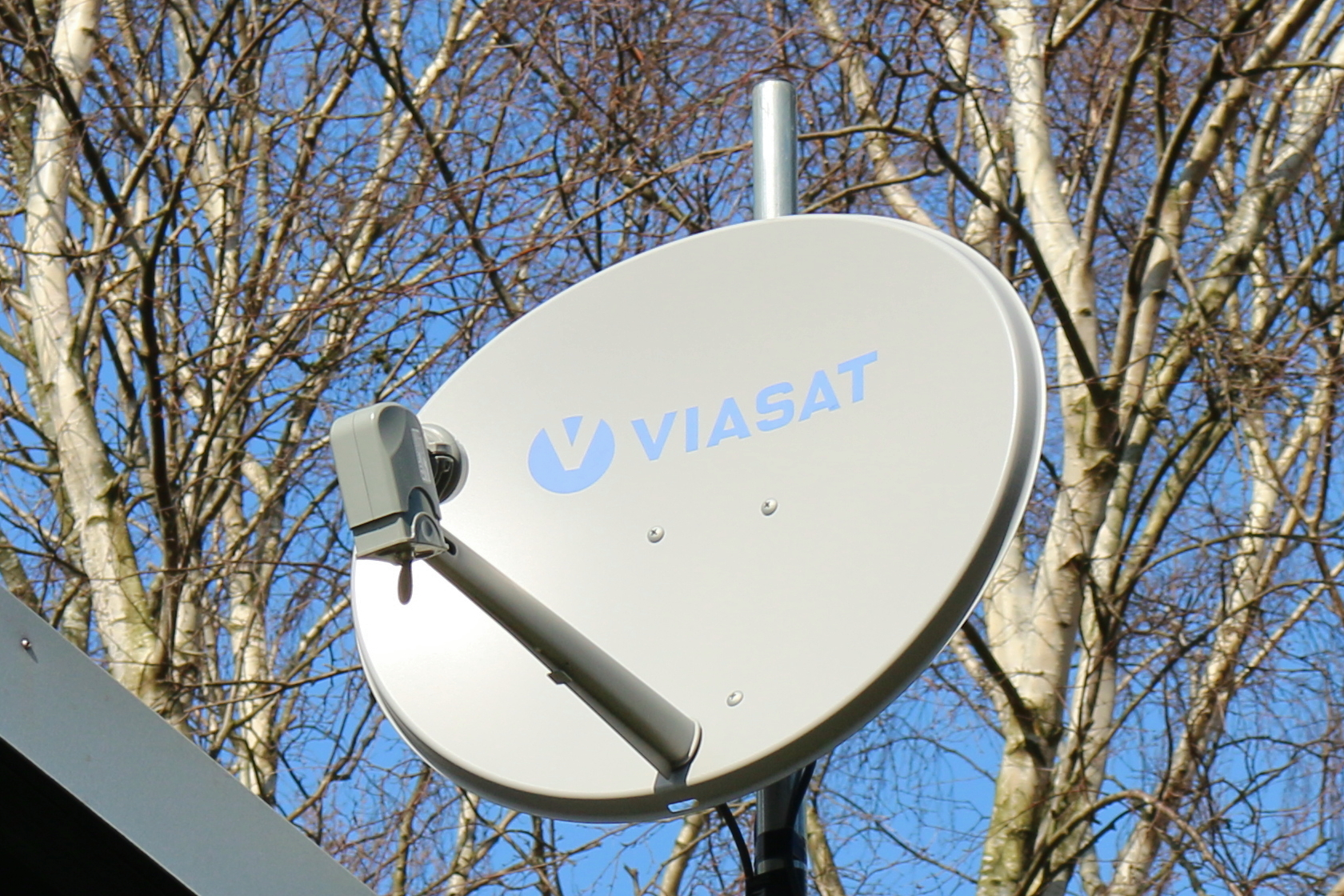
Uma antena parabólica para captação de televisão por satélite da empresa estadunidense ViaSat (em sinal aberto).

A Banda Ku é a faixa de frequência utilizada nas comunicações com satélites que tem as seguintes características:
1. Espectro de frequência segundo o IEEE: 15.35 GHz até 17.25 GHz.
2. Espectro de frequência comercial utilizado - 10.7 GHz até 18 GHz.
3. É utilizado um sinal de frequência 14 GHz para comunicação no sentido Terra→ satélite e 12 GHz no sentido satélite→ Terra.

## Aplicações
A Banda Ku é utilizada principalmente em transmissões de sistemas de TV por assinatura via satélite e também em conexões de dados (IP-DVB).